# 防火衣
防火衣（ぼうかい）とは、日本の消防機関や自衛消防隊などで使用されている防火被服である。

## 概要
江戸時代に火消が発祥したころ、法被と呼ばれる服はあったが難燃性ではないため、屋内侵入などのハイリスク活動はできなかった。昭和に入り、近代化の影響で防火衣も時代に合わせて変化していった。例えば、外面に難燃性の素材が使用されたり、セパレートと呼ばれる上下型の服になっていった。

## 素材
日本の防火衣は、表面・透湿防水層・断熱層の3つで構成される。表面に防火性の素材（メタ系・パラ系アラミド，PBO等）、透湿防水層に耐水性の素材、断熱層は表面と同等の素材が使用されている。

## 歴史
ここでは法被と呼ばれる被服は除き、昭和時代に普及していったコート型防火衣と呼ばれるものから紹介する。
コート型防火衣（昭和前期）
外面が銀色のデザインが特徴である。難燃性のものとそうでないものがあり、消防団は難燃性ではないものを採用していたところも多い。東京消防庁など数多くの消防機関に採用され、この銀色防火衣に憧れて消防を目指した人も多い。
（昭和後期）
昭和後期になると、ほぼ全ての消防機関で難燃性のコート型防火衣が採用された。夜間の視認性が悪いというデメリットがあったが、緑色などの反射テープを外面につけることにより、隊員の事故防止などに大いに役立っている。現在の防火衣にも採用されている。
今までは銀色で統一していたが、オレンジや薄緑色などさまざまな種類が展開されるようになり、特別救助隊（はしご隊）はオレンジ、ポンプ隊は銀色などと隊を容易に判別できるようになった。また、この頃になるとセパレート型防火衣と呼ばれる上下型の防火衣も登場し、東京消防庁で試験採用されている。
セパレート型防火衣（平成初期〜平成中期）
セパレート型防火衣と呼ばれるものは、北米型・欧州型の2つがある。東京消防庁で試験採用されたものは欧州型で、茶色（ゴールド）の外面と赤色の反射テープが特徴的だが導入初期は活動がしにくい、快適性が悪いなど隊員から不評だった。しかし、改良が進むことである程度快適に活動ができるようになった。
（平成後期〜現在）
平成後期になるとさまざまな改良が進み、防火衣内部からの熱や水蒸気は透過するが、外部からの水は通さない素材（ゴアテックス）を採用し快適化を図った。また、反射テープも改良され、活動をしていても剥がれにくいタイプになっていった。